# Донской район (Липецкая область)
Донско́й райо́н — упразднённый район в составе Липецкой области.
Административные центры — сёла Студенец и Донское.

## История
Студенецкий район образован 30 июля 1928 года в составе Центрально-Чернозёмной области (ЦЧО) (до 1930 входил в Елецкий округ).
25 ноября 1930 район был упразднён, а его территория передана в Липецкий район. Вновь был образован 31 декабря 1934 года в составе Воронежской области под названием Водопья́новский (в честь Героя Советского Союза М. В. Водопьянова). Его центр располагался в селе Водопьяново (ранее Патриаршее) (с 1957 года — Донское).
С образованием 6 января 1954 года Липецкой области включён в её состав. 14 ноября 1957 переименован в Донской. 19 ноября 1959 года к Донскому району была присоединена часть территории упразднённого Липецкого района. 1 февраля 1963 район был упразднён (территория разделена между Липецким, Лебедянским и Задонским районами).